# Heimvertrag
Der Heimvertrag ist im deutschen Recht ein Vertrag zwischen einem Unternehmer (Heimträger) und einem volljährigen Verbraucher (Heimbewohner), in dem sich der Unternehmer zur Überlassung von Wohnraum und zur Erbringung von Pflege- oder Betreuungsleistungen verpflichtet, die der Bewältigung eines durch Lebensalter, Pflegebedürftigkeit oder Behinderung bedingten Hilfebedarfs dienen.
Der Heimvertrag soll ältere sowie pflegebedürftige oder behinderte volljährige Menschen vor Benachteiligungen schützen und sie dadurch in einer möglichst selbständigen und selbstbestimmten Lebensführung unterstützen.
Bis zum 30. September 2009 war der Heimvertrag im Heimgesetz geregelt. Ab dem 1. Oktober 2009 unterliegen Heimverträge dem Wohn- und Betreuungsvertragsgesetz (WBVG). Für Heimverträge, die bis zum 30. September 2009 abgeschlossen worden sind, gilt das neue Recht seit dem 1. Mai 2010. Die Altverträge mussten in der Übergangszeit erforderlichenfalls an das neue Recht angepasst werden.

## Definition eines Heimvertrags
Der Begriff "Heimvertrag" ist noch von der alten Definition im Heimgesetz abgeleitet, wonach ein Heimvertrag nur bei einer Unterbringung im klassischen Altenheim, Pflegeheim oder Behindertenwohnheim vorlag. Diese Einschränkung wurde mit dem neuen Recht aufgehoben. Ein Heimvertrag liegt immer dann vor, wenn im Vertrag die Überlassung von Wohnraum zusammen mit der Erbringung von Pflege- oder Betreuungsleistungen vereinbart wird, wobei diese Leistungen über allgemeine Unterstützungsleistungen (z. B. beim Servicewohnen) hinausgehen müssen. Dabei ist eine sofortige Erbringung nicht notwendig, es reicht, wenn der Unternehmer sich im Vertrag dazu verpflichtet, die entsprechenden Leistungen für den Fall der Verschlechterung des Gesundheitszustands des Verbrauchers vorzuhalten.
Bei dem Wohnraum kann es sich sowohl um ein Zimmer in einem Heim, als auch um eine Wohnung oder um einen Platz in einer Wohngemeinschaft handeln. Es kommt lediglich darauf an, dass die Zurverfügungstellung von Wohnraum ausdrücklich an die Inanspruchnahme der Pflege- und Betreuungsleistungen gebunden ist und diese Leistungen nicht unabhängig vom Wohnraummietvertrag wieder gekündigt werden können, unabhängig davon ob es sich um einen einheitlichen Vertrag oder um zwei getrennte Verträge handelt. Auch dass Wohnraum und Pflege von zwei verschiedenen Unternehmern erbracht werden, ist für die Klassifikation als Heimvertrag unschädlich, sofern die Unternehmer rechtlich oder wirtschaftlich miteinander verbunden sind; die Beweislast liegt beim Unternehmer.
Nicht als Heimverträge gelten Verträge, welche die Pflege und Betreuung in einem Krankenhaus oder einer Rehabilitationseinrichtung, in Internaten der Berufsbildungs- und Berufsförderungswerke, in Einrichtungen der Jugendhilfe oder in Kur- und Erholungsheimen regeln.

## Informationspflichten
Der Unternehmer muss den Verbraucher rechtzeitig vor Vertragsabschluss über sein Leistungsangebot informieren. Informiert werden muss insbesondere:
- in hervorgehobener Form über die Ausstattung und Lage des Gebäudes, in dem sich der Wohnraum befindet, sowie der dem gemeinschaftlichen Gebrauch dienenden Anlagen und Einrichtungen, zu denen der Heimbewohner Zugang hat, und gegebenenfalls ihrer Nutzungsbedingungen,
- über die darin enthaltenen Leistungen nach Art, Inhalt und Umfang,
- über die Pflegenoten der Pflegeversicherung, die das Heim erhalten hat
- über das den Pflege- oder Betreuungsleistungen zugrunde liegende Leistungskonzept,
- über die Voraussetzungen für mögliche Leistungs- und Entgeltveränderungen,
- in hervorgehobener Form darüber, wenn der Unternehmer seine gesetzliche Pflicht, bei einer Änderung des Pflege- und Betreuungsbedarfs eine Anpassung der Leistungen anzubieten, abbedingen will und darüber, welche Folgen eine solche Vertragsklausel hat.

Verstößt der Unternehmer gegen die obengenannten Informationspflichten, hat das zur Folge, dass der Verbraucher den Heimvertrag jederzeit fristlos kündigen kann. Gegebenenfalls können sich auch Schadensersatzansprüche aus unterlassener oder gar falscher Information ergeben. (§ 3 Abs. 4 WBVG)

## Vertragsdauer
Der Heimvertrag wird auf unbestimmte Zeit geschlossen. Die Vereinbarung einer Befristung ist nur zulässig, wenn die Befristung den Interessen des Heimbewohners nicht widerspricht (z. B. bei Einrichtungen der Kurzzeitpflege). Bei einer unzulässigen Befristung gilt der Vertrag für unbestimmte Zeit. Der Heimbewohner kann sich aber innerhalb von zwei Wochen nach Ende der vereinbarten Vertragsdauer durch Erklärung gegenüber dem Heimträger auf die Befristung berufen.
Der Vertrag endet mit dem Tod des Heimbewohners. Bei Heimverträgen mit Bewohnern, die keine Leistungen der sozialen Pflegeversicherung erhalten („Selbstzahler“), kann vereinbart werden, dass der Heimvertrag erst zwei Wochen nach dem auf den Sterbetag des Bewohners folgenden Tag endet. Eine solche Vertragsklausel ist in Heimverträgen mit Leistungsempfängern der sozialen Pflegeversicherung jedoch unzulässig und unwirksam.
Um möglichst vielen Heimverträgen zur Gültigkeit zu verhelfen, hat der Gesetzgeber geregelt, dass ein mit einer geschäftsunfähigen Person abgeschlossener Heimvertrag auch nachträglich durch einen gesetzlichen Vertreter genehmigt werden kann. In dem Umfang, in dem bereits Leistungen erbracht wurden, bleibt der Vertrag in jedem Fall wirksam, selbst wenn der gesetzliche Vertreter später dem Vertragsabschluss nicht zustimmen sollte. Solange die Genehmigung nicht vorliegt, kann der Unternehmer den Heimvertrag nur aus wichtigem Grund kündigen. (§ 4 Abs. 2 WBVG)

## Formvorschriften
Für einen Heimvertrag ist gesetzlich die Schriftform vorgeschrieben. Dem Verbraucher ist eine Ausfertigung des Vertrags auszuhändigen.
Ein nicht schriftlich geschlossener Heimvertrag ist wirksam, jedoch sind solche Vertragsbestimmungen, die zu Lasten des Heimbewohners von den gesetzlichen Regelungen abweichen, unwirksam, auch wenn sie durch andere gesetzliche Vorschriften zugelassen werden. Der Heimbewohner kann einen nicht schriftlich geschlossenen Heimvertrag jederzeit ohne Einhaltung einer Frist kündigen. Ist der schriftliche Vertragsschluss im Interesse des Heimbewohners unterblieben, insbesondere weil zum Zeitpunkt des Vertragsschlusses beim Heimbewohner Gründe vorlagen, die ihn an der schriftlichen Abgabe seiner Vertragserklärung hinderten, muss der schriftliche Vertragsschluss unverzüglich nachgeholt werden.
Der Vertrag muss mindestens beinhalten
- eine Beschreibung der einzelnen Leistungen des Heimträgers nach Art, Inhalt und Umfang,
- die Angabe der für diese Leistungen jeweils zu zahlenden Entgelte, getrennt nach
  - Überlassung des Wohnraums, der Pflege- oder Betreuungsleistungen,
  - Verpflegung, wenn diese Teil der Betreuungsleistungen sind,
  - die einzelnen weiteren Leistungen,
  - die Kosten, die nach den Regeln der Pflegeversicherung[8] gesondert als Investitionskosten berechnet werden können, sowie
  - das Gesamtentgelt.

Die Informationen über das Leistungsangebot müssen im Heimvertrag als Vertragsgrundlage benannt werden und mögliche Abweichungen von den vorvertraglichen Informationen müssen gesondert kenntlich gemacht werden.
Die Vereinbarung einer Mietkaution ist zulässig, sofern es sich nicht um ein Pflegeheim handelt und der Verbraucher keine Hilfe in Einrichtungen nach dem SGB XII erhält. Die Kaution darf das Doppelte der Monatsentgelts nicht übersteigen. Der Verbraucher hat das Recht, die Mietkaution in drei Raten zu zahlen oder Sicherheit in Form einer Bankbürgschaft zu leisten. Für den Pflegesatz darf in keinem Fall eine Kaution vereinbart werden. (§ 14 WBVG)

## Vertragsart
Das Ziel der Festigung der Rechtsstellung des Bewohners wird mit verschiedenen Instrumenten angestrebt: Informationspflicht des Trägers; Abschluss eines Vertrags; Leistungs- und Entgeltbeschreibung; Angemessenheit von Entgelt und Leistungen; Kündigungsschutz; Entgelterhöhungsregelung. Der Heimvertrag ist als privatrechtlicher Vertrag anzusehen; daher sind für Streitigkeiten die Zivilgerichte zuständig.

## Vertragsanpassung
Bei Verträgen, die wie der Heimvertrag ein Dauerschuldverhältnis darstellen, besteht u. U. ein Grund zur Anpassung einzelner vertraglicher Leistungen wegen Veränderung der zugrunde liegenden Verhältnisse. Dieses betrifft insbesondere den Gesundheitszustand des Heimbewohners (z. B. höherer Pflegegrad). Für diesen Fall muss der Heimträger die Leistungen anpassen und dem Bewohner die erforderlichen vertraglichen Änderungen anbieten. Dem Verbraucher ist hierbei eine angemessene Überlegungsfrist einzuräumen und ihm ist eine Gegenüberstellung der Leistungen sowie der Kosten auszuhändigen. (§ 8 Abs. 3 WBVG) Bei Selbstzahlern ist die Änderung nur durch zweiseitige Vertragsänderung möglich; der Verbraucher kann die Anpassung der Leistungen also ablehnen, was dann aber einen Kündigungsgrund darstellen kann. Bei Beziehern von Leistungen der Pflegeversicherung oder Hilfe in Einrichtungen kann der Unternehmer die Leistungen auch einseitig gegen den Willen des Verbrauchers anpassen. (§ 8 Abs. 2 WBVG)
Der Unternehmer kann die Pflicht zur Anpassung der Leistungen durch gesonderte Vereinbarung beim erstmaligen Vertragsschluss vorab ausschließen, wenn der Unternehmer unter Berücksichtigung des Leistungskonzepts ein berechtigtes Interesse hieran hat. (§ 8 Abs. 4 WBVG) Die Vereinbarung bedarf wie der Heimvertrag selbst die Schriftform und muss sich deutlich aus dem Heimvertrag hervorheben. In der Praxis ist eine solche Vereinbarung fast ausschließlich bei ambulanten Angeboten anzutreffen (z. B. Wohngruppen, die nicht barrierefrei sind und deshalb keine körperbehinderten Menschen aufnehmen können).
Der Unternehmer kann den Vertrag auch dann anpassen, wenn sich die Berechnungsgrundlage ändert und dadurch das Entgelt steigt. Das ist etwa bei Abschluss einer neuen Leistungsvereinbarung mit den zuständigen Sozialleistungsträgern der Fall oder allgemein dann, wenn sich die Personal- und Betriebskosten erhöhen. (§ 9 Abs. 1 WBVG) Der Verbraucher muss mindestens vier Wochen vor Erhöhung des Entgelts schriftlich informiert werden und es muss die Berechnungsgrundlage offengelegt werden, wobei dem Verbraucher zusätzlich Einsicht in die betriebliche Kalkulationsunterlagen des Heims zu gewähren ist, falls er dies verlangt. (§ 9 Abs. 2 WBVG)

## Schlechtleistung
Bei Schlechtleistung kann der Verbraucher die Zahlung des Entgelts kürzen oder bei schwerwiegenden Mängeln sogar ganz einstellen, gegebenenfalls auch rückwirkend bis zu sechs Monate. (§ 10 Abs. 1 WBVG) Liegt der Mangel im Wohnraum begründet (z. B. defekte Heizung) ist der Verbraucher verpflichtet, den Sachverhalt dem Unternehmer unverzüglich anzuzeigen. (§ 10 Abs. 2 WBVG) Ein Verstoß gegen die Mitteilungspflicht hat zur Folge, dass das Recht zur Kürzung des Entgelts insoweit ausgeschlossen ist. (§ 10 Abs. 3 WBVG) Hat die Pflegekasse bereits die Leistungen nach § 115 Abs. 3 SGB XI wegen Schlechtleistung gekürzt, kann der Verbraucher nicht aus demselben Grund ebenfalls das Entgelt kürzen; eine Kürzung wegen anderer Mängel (z. B. die Pflegekasse hat die Leistungen wegen mangelhafter Pflege gekürzt, es besteht aber auch ein Mangel beim Wohnraum) ist jedoch weiterhin möglich. (§ 10 Abs. 4 WBVG)
Bei Beziehern von Leistungen der Pflegeversicherung oder Hilfe in Einrichtungen steht der Kürzungsbetrag den Sozialleistungsträgern zu; der Verbraucher muss insoweit die von den Sozialleistungsträgern geleisteten Zahlungen wieder zurückzahlen, falls der Kürzungsbetrag den Eigenanteil übersteigt. (§ 10 Abs. 5 WBVG)

## Kündigung des Heimvertrags
Der Heimbewohner kann den Vertrag ordentlich spätestens am dritten Werktag eines Kalendermonats zum Ablauf desselben Monats schriftlich kündigen.
Eine außerordentliche, fristlose Kündigung aus wichtigem Grund ist dann möglich, wenn dem Heimbewohner die Fortsetzung des Vertrags bis zum Ablauf der Kündigungsfrist nicht zumutbar ist. Ein Recht zur außerordentlichen Kündigung besteht auch bei einer Entgelterhöhung jederzeit zu dem Zeitpunkt, zu dem der Heimträger die Erhöhung des Entgelts verlangt.
Innerhalb von zwei Wochen nach Beginn des Vertragsverhältnisses kann der Heimbewohner jederzeit ohne Einhaltung einer Frist kündigen. Wird dem Heimbewohner erst nach Beginn des Vertragsverhältnisses eine Ausfertigung des Vertrags ausgehändigt, kann er auch noch bis zum Ablauf von zwei Wochen nach der Aushändigung kündigen.
Der Heimträger kann den Heimvertrag nur dann kündigen, wenn dafür ein wichtiger Grund vorliegt. Die Kündigung bedarf der Schriftform. Wichtige Gründe für eine Kündigung seitens des Heimträgers können objektiver Natur (z. B. Einstellung oder Veränderung des Heimbetriebs – Kündigungsfrist: ein Monat) oder subjektiver Natur (z. B. schuldhafte grobe Verletzung des Vertrags durch den Bewohner – keine Kündigungsfrist) sein. Eine Kündigung wegen eines Zahlungsrückstandes ist nicht zulässig, wenn der Träger vorher befriedigt wird. Eine Kündigung zum Zwecke der Erhöhung des Entgeltes ist unzulässig.